# اگزون شهلا
اگزون شهلا (به انگلیسی: Egzon Shala ؛ زادهٔ ۲۳ نوامبر ۱۹۹۰) یک کشتی‌گیر آزادکار آلبانی الاصل کشور کوزوو است. وی سابقه حضور در المپیک ۲۰۲۰ توکیو را دارد.